# Fyra barbarer

Karta som visar var de Fyra barbarerna levde.

Fyra barbarer (四夷; Sìyí) var ett nedsättande namn för fyra forntida icke-kinesiska folk som levde runt det kinesiska kärnområdet under Shangdynastin (1600 till 1045 f.Kr.) och Zhoudynastin (1045 till 256 f.Kr.). Folken kallades även mindre nedsättande för Fyra hörnen (四方; Sìfāng).
De fyra folken var:
- De norra barbarerna: Beidi (北狄)
- De östra barbarerna: Dongyi (东夷)
- De västra barbarerna: Xirong (西戎)
- De södra barbarerna: Nanman (南蛮)